# Lahıc (ort i Azerbajdzjan, Ismajylly)
Lahıc (ryska: Лагич) är en ort i Azerbajdzjan.   Den ligger i distriktet İsmayıllı Rayonu, i den centrala delen av landet, 140 km väster om huvudstaden Baku. Lahıc ligger 1 215 meter över havet och antalet invånare är 925.
Terrängen runt Lahıc är kuperad norrut, men söderut är den bergig. Lahıc ligger nere i en dal. Närmaste större samhälle är Kalva, 15,6 km sydost om Lahıc. 
Trakten runt Lahıc består till största delen av jordbruksmark. Runt Lahıc är det ganska glesbefolkat, med 35 invånare per kvadratkilometer.